# Enrique Simonet
Enrique Simonet Lombardo (sinh ngày 2 tháng 2 năm 1866 - mất ngày 20 tháng 4 năm 1927) là họa sĩ Tây Ban Nha.

## Tranh và tác phẩm khác

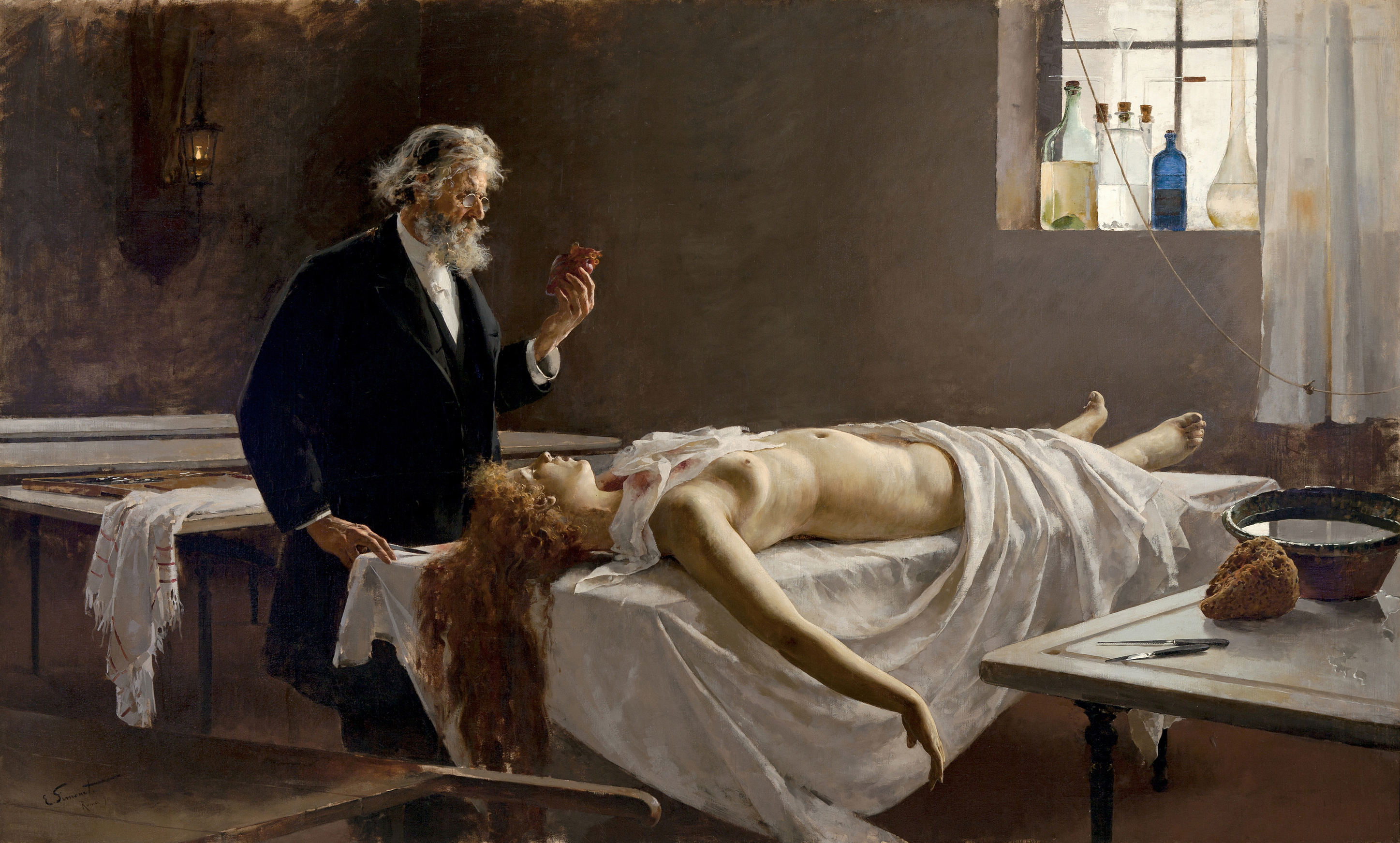
Anatomy of the heart. 177 x 291 cm 1890

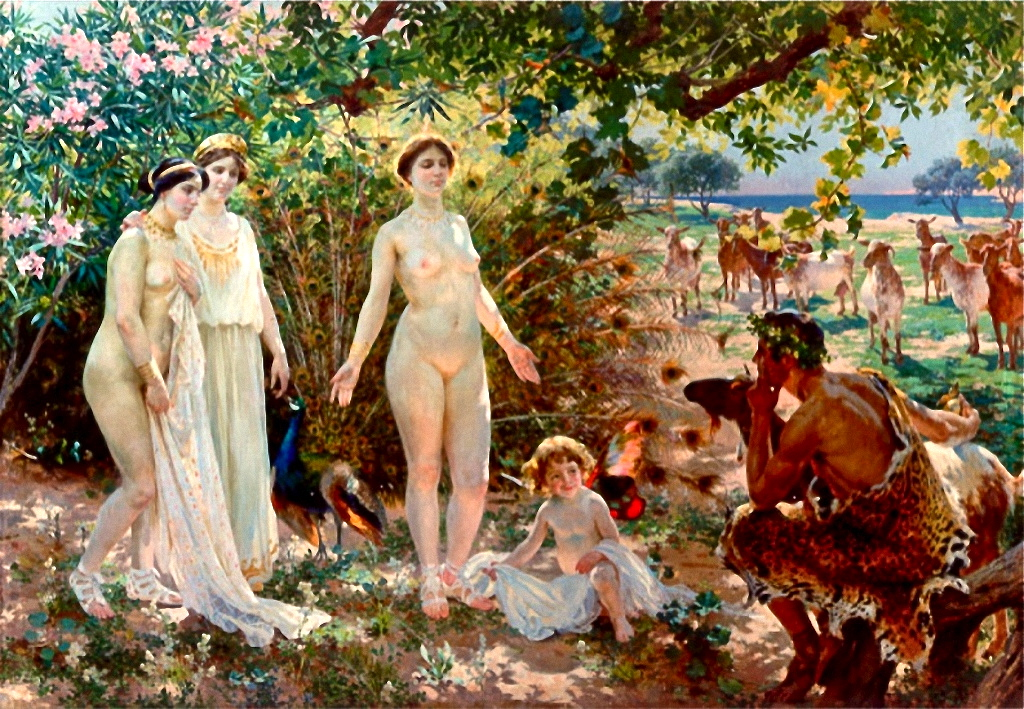
Phán xét của Paris. 215 x 331 cm 1904

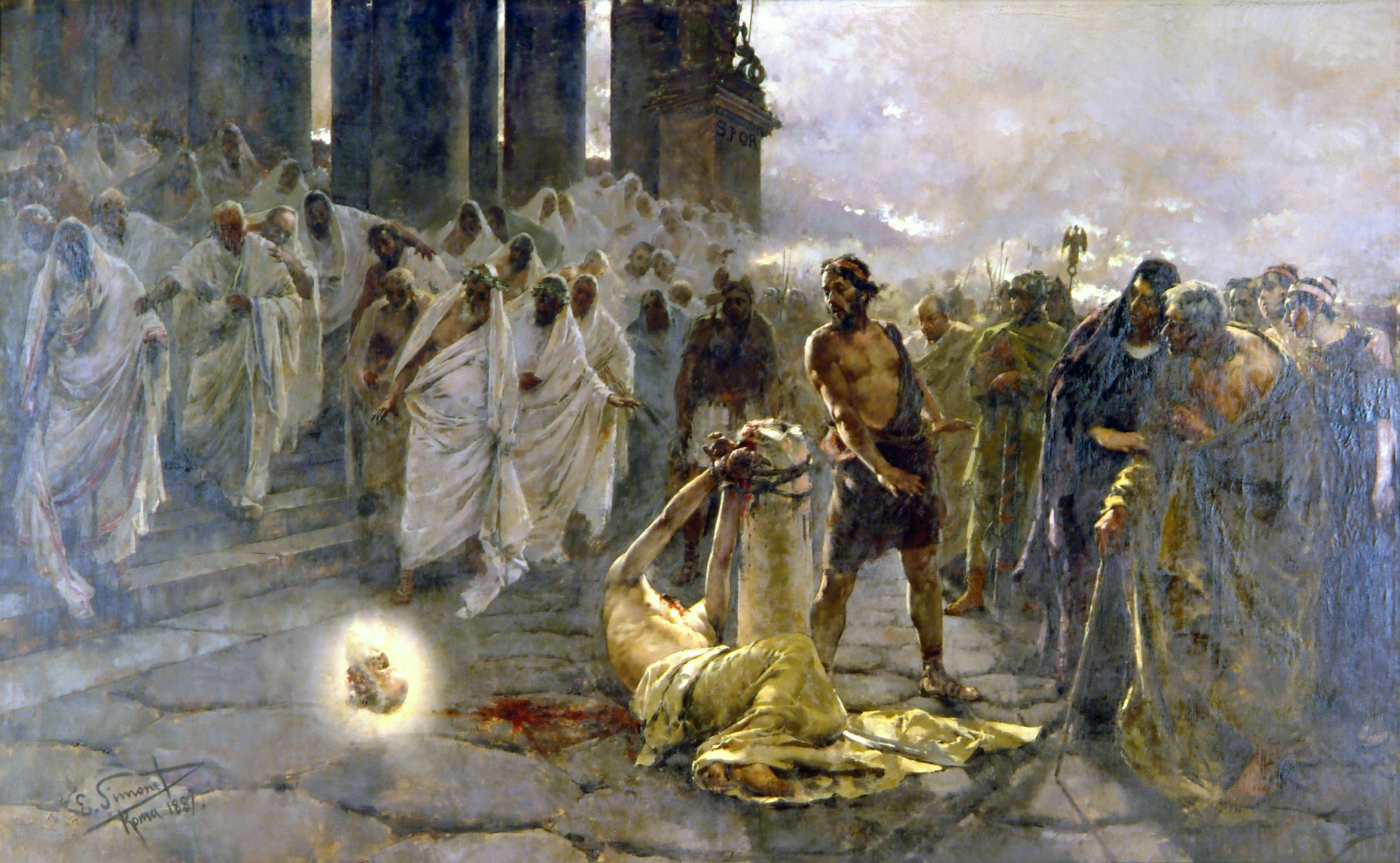
The Beheading of Saint Paul. 1887

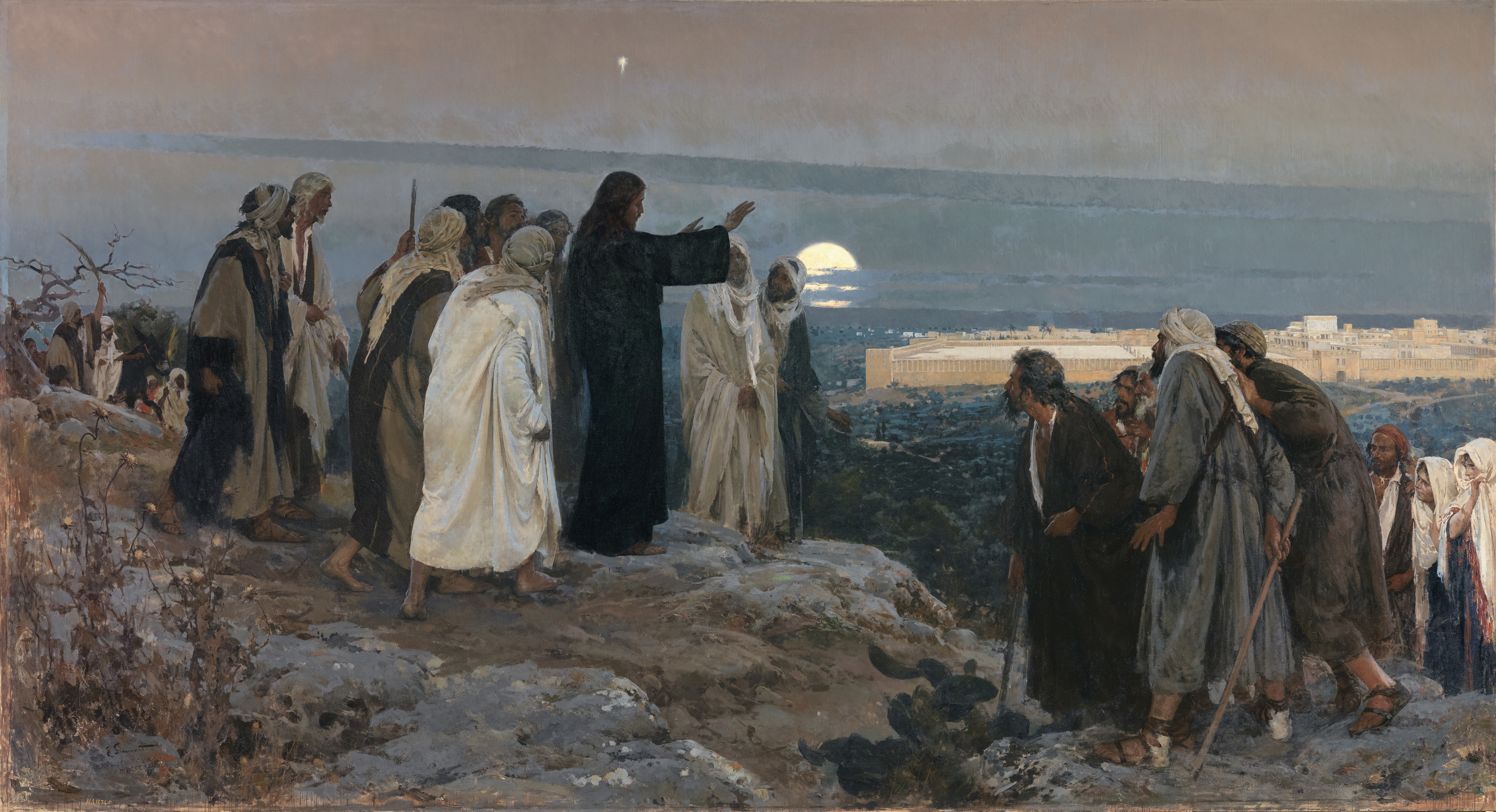
Flevit super illam (He wept over it). 296 x 550 cm 1892

- Xử trảm Sứ đồ Phao-lô. Tranh sơn dầu trên vải năm 1887
- Anatomía del corazón o ¡Y tenía corazón! o La autopsia, 1890.
- Flevit super illam (Lloró por ella), 1892.
- El juicio de Paris, 1904.